# Штирбу, Кирилл Антонович
Кирилл Антонович Штирбу (Штырбул, Штирбул) (рум. Chiril Știrbu; 1915 — 1997) — советский, молдавский актёр. Народный артист СССР (1960).

## Биография
Кирилл Штирбу родился 17 февраля (2 марта) 1915 года в селе Броштяны (ныне в Рыбницком районе непризнанной Приднестровской Молдавской Республики).
В 1937 году окончил Одесское театральное училище.
С 1937 года — актёр Первого молдавского драматического театра (с 1939 — Молдавский музыкально-драматический театр) в Тирасполе. В 1940 году театр (молдавская труппа) был переведён в Кишинёв (с 1957 — им. А. С. Пушкина, ныне Кишинёвский национальный театр имени М. Эминеску), на сцене которого актёр за свою карьеру сыграл множество запоминающихся ролей.
Снимался в кино.
Член КПСС с 1947 года. Член ЦК КП Молдавии в 1963—1976 годах. Депутат Верховного Совета Молдавской ССР 2—4-го созывов.
Ушёл из жизни 27 августа 1997 года в Кишинёве. Похоронен на Центральном (Армянском) кладбище.

## Звания и награды
- Заслуженный артист Молдавской ССР (1945)
- Народный артист Молдавской ССР (1949)
- Народный артист СССР (1960)
- Государственная премия Молдавской ССР (1970) — за исполнение роли Ленина в спектакле «Именем революции, вспомни!»
- Орден Республики (1994)[2]
- Орден Ленина (1949)
- Орден Трудового Красного Знамени (1967)
- Орден Октябрьской Революции (1971)
- Медаль «В ознаменование 100-летия со дня рождения Владимира Ильича Ленина» (1970)
- Медали.

## Творчество

### Роли в театре
- 1937 — «Без вины виноватые» А. Н. Островского — Незнамов
- 1937 — «На дне» М. Горького — Алёшка
- 1938 — «Любовь Яровая» К. А. Тренёва — Швандя
- 1938 — «Земля» Н. Е. Вирты — Ишин
- 1938 — «Назар Стодоля» Т. Г. Шевченко — Пециторул
- 1939 — «Котовский» Ю. П. Дольд-Михайлика — Абраша
- 1940 — «Штефан Быткэ» Л. М. Барского — Горча
- 1948 — «Слуга двух господ» К. Гольдони — Труффальдино
- 1944 — «Русские люди» К. М. Симонова — Глоба
- 1949 — «Свет» А. П. Лупана — Стропша
- 1950 — «Ревизор» Н. В. Гоголя — Городничий
- 1952 — «Песня Лэпушняцы» Р. М. Портного — Севин
- 1953 — «Марийкино счастье» Л. Е. Корняну — Ион
- 1953 — «Ковёр Иляны» Л. Е. Корняну — Шосан
- 1957 — «Разлом» Б. А. Лавренёва — Берсенев
- 1958 — «Гроза» А. Н. Островского — Кудряш
- 1961 — «Король Лир» У. Шекспира — король Лир
- 1962 — «Швейк во Второй мировой войне» Б. Брехта — Швейк
- 1962 — «Трёхгрошовая опера» Б. Брехта — Пичем
- «Кремлёвские куранты» Н. Ф. Погодина — Ленин
- «Человек с ружьём» Н. Ф. Погодина — Ленин
- «Именем революции, вспомни!» М. Ф. Шатрова — Ленин
- «Враги» М. Горького — Печенегов
- «Бедность не порок» А. Н. Островского — Торцов

Роли в музыкальных спектаклях:
- 1949 — «Вольный ветер» И. О. Дунаевского — Фома
- 1950 — «Трембита» Ю. С. Милютина — Богдан Сусик

## Фильмография
- 1938 — Советская Молдавия (документальный) — эпизод
- 1954 — Андриеш — Пакала
- 1955 — Молдавские напевы — певец
- 1960 — За городской чертой — второй застройщик